# Phengodes fusciceps
Phengodes fusciceps is een keversoort uit de familie Phengodidae. De wetenschappelijke naam van de soort is voor het eerst geldig gepubliceerd in 1861 door LeConte.